# EMR
EMR es una película de género thriller inglesa de 2005 dirigida y escrita por James Erskine y Danny McCullough. 

## Argumento
El londinense Adam Jones vive solo con su gato y pasa su tiempo libre obsesionado con las últimas teorías de conspiración en Internet. Al tomar un medicamento experimental para su epilepsia, fabricado por la corporación Pfenal, Adam comienza a sufrir convulsiones, desmayos y visiones aterradoras. Cuando se despierta en una habitación de hotel en México sin un riñón, Adam se convence de que, sin saberlo, se ha metido en medio de una conspiración. Drogado por misteriosos paramédicos, Adam se encuentra de regreso en su piso de Londres. Así como él asume que solo ha sido un mal sueño, el dolor de una cicatriz en su espalda sirve para convencerlo de que algo oscuro y perturbador está sucediendo. Peor aún, la única amiga de Adam en el trabajo, Tracey, le informa que ha estado ausente del trabajo durante una semana y, como resultado, lo han despedido. Se vuelve hacia su médico, pero ella parece ser demasiado entusiasta al recetar los medicamentos de la compañía farmacéutica. Su única confidente es su bella y misteriosa corresponsal de Internet, a quien conoce por su pseudónimo CyberBunnyLily y que vive en San Francisco. Con su realidad cada vez más fracturada e incapaz de confiar en nadie, y mucho menos en él mismo, Adam intenta descubrir la verdad sobre la misteriosa compañía farmacéutica Pfenal. La conexión transatlántica parece cada vez más prominente para resolver el misterio. ¿Se escapará de su tormento y se unirá a su amada Lily, y si es así, a qué precio? Justo cuando finalmente siente que es capaz de librarse de la terrible experiencia de su medicación, Adam se enfrenta a dos de los agentes de la compañía farmacéutica. Y la realidad de su situación resulta ser peor que sus más salvajes pesadillas de conspiración. EMR teje una serie de mitos urbanos: desde el robo de riñones y la abducción extraterrestre hasta las corporaciones manipuladoras de drogas, este es un país de las maravillas paranoico que se abre camino, como el cubo de Rubik, hasta su clímax.
La película está grabada en Essex, Inglaterra, Reino Unido.

## Reparto
- Tom Hardy es Henry
- Adam Leese es Adam Jones
- Anthony Azizi es conductor del Taxi
- Gil Bellows es Paramedico
- Kate Buffery es	Mrs. Jones
- George Calil es el Agente 6
- Lara Cazalet es	Dr. McLean
- Kevin Christy es Barfly
- Whitney Cummings es Lilly
- Toby Dantzic es Carl
- Jose de Valencia es Priest
- Richard Dillane es Victor
- Jeremy Edwards es Kevin the Barman
- Jade Gordon es Estella
- Adam Grant es Jelly Boy

- Datos: Q108816630